# Reinhard Rüchel
Reinhard Rüchel (* 26. April 1944 in Schreiberhau, Provinz Niederschlesien; † 13. November 2013 in Bovenden bei Göttingen) war ein deutscher Hochschullehrer und Forscher in den Bereichen molekulare Mikrobiologie und Mykologie.
Rüchel kam 1945 nach Dieckhorst (Kreis Gifhorn). 1963, im Alter von 19 Jahren, kam er nach Bovenden.
Er studierte von 1965 bis 1970 als Stipendiat der Studienstiftung des Deutschen Volkes in Göttingen Medizin, machte das Staatsexamen und promovierte dann bei Professor Volker Neuhoff (1928–2016) am Max-Planck-Institut für experimentelle Medizin in Göttingen.
Seine Doktorarbeit („Mikroelektrophorese von RNS-Basen – Anwendungen zur Untersuchung bestimmter Hirnregionen“) wurde mit summa cum laude ausgezeichnet und prägte seinen Weg hin zum Grundlagenforscher. 1974 bis 1977 hatte er ein Stipendium der Max-Planck-Gesellschaft und ging an das Washington D.C. Armed Forces Institute of Pathology und an das Rockefeller Institute (New York, USA).
Nach seiner Rückkehr wechselte er für ein Jahr an das Max-Planck-Institut für Ernährungsphysiologie in Dortmund als wissenschaftlicher Assistent bei Prof. Alfred Maelicke (1938–2017).
1979 bot ihm Reiner Thomssen eine Stelle als wissenschaftlicher Assistent in der Abteilung Medizinische Mikrobiologie des Zentrums für Hygiene und Humangenetik der Georg-August-Universität Göttingen an. 1984 habilitierte er sich für das Fach Medizinische Mikrobiologie und übernahm die Leitung der diagnostischen Bakteriologie und Mykologie des Instituts. Im November 1985 wurde er zum akademischen Rat, im Dezember 1988 zum akademischen Oberrat ernannt. Am 11. Mai 1987 erlangte er die Facharztanerkennung für das Gebiet Mikrobiologie und Infektionsepidemiologie.
1989 wurde er zum außerplanmäßigen Professor ernannt.
Anfang der 1990er Jahre nahm Rüchel eine C3-Schwerpunktprofessur für molekulare Mikrobiologie und Mykologie an der Georg-August-Universität Göttingen an. Es war die erste Professur in Deutschland, die sich mit modernen molekularbiologischen Aspekten der Mykologie beschäftigte.
Er arbeitete viel in der mykologischen Grundlagenforschung; seine Arbeiten brachten die Forschung auf dem Gebiet der Candida-Mykosen voran.
Nach der Emeritierung von Reiner Thomssen im Jahr 1999 arbeitete Rüchel eng mit
dessen Nachfolger Uwe Groß zusammen.
Rüchel starb 2013 nach schwerer Krankheit im Alter von 69 Jahren.

## Quelle
- Bernhard Hube, Reiner Thomssen, Uwe Groß: Nachruf (In Memoriam Professor Dr. med. Reinhard Rüchel, pdf)